# 十三浜村
十三浜村（じゅうさんはまむら）は、昭和30年（1955年）まで宮城県本吉郡の南東部にあった村。現在の石巻市北上町十三浜にあたる。
十三浜とは相川浜・追波浜・小滝浜・小泊浜・大指浜・小指浜・白浜・立神浜・月浜・長塩屋浜・大室浜・小室浜・吉浜の計13部落の総称である。

## 沿革
- 明治22年（1889年）4月1日 - 町村制施行にともない、旧来の十三浜単独で村制施行し十三浜村となる。
- 昭和30年（1955年）3月30日 - 桃生郡橋浦村と合併し、桃生郡北上村となる。

## 行政
- 歴代村長

| 代      | 氏名         | 就任                       | 退任                       | 備考 |
| ------- | ------------ | -------------------------- | -------------------------- | ---- |
| 1       | 小笠原善雄   | 明治26年（1893年）4月24日  | 明治30年（1897年）4月23日  |      |
| 2 - 3   | 佐藤六郎     | 明治30年（1897年）5月6日   | 明治35年（1902年）3月3日   |      |
| 4 - 5   | 小笠原敬之進 | 明治35年（1902年）5月1日   | 明治37年（1904年）8月13日  |      |
| 6       | 佐藤惣治     | 明治37年（1904年）8月30日  | 明治38年（1905年）2月11日  |      |
| 7 - 10  | 佐藤六助     | 明治38年（1905年）5月29日  | 大正8年（1919年）10月29日  |      |
| 11      | 高橋栄五郎   | 大正9年（1920年）1月10日   | 大正9年（1920年）6月3日    |      |
| 12      | 高橋六助     | 大正9年（1920年）9月28日   | 大正11年（1922年）12月19日 |      |
| 13      | 勝倉弥一郎   | 大正11年（1922年）12月20日 | 大正12年（1923年）2月27日  |      |
| 14      | 西条多喜之助 | 大正12年（1923年）2月28日  | 大正13年（1924年）9月11日  |      |
| 15      | 西条円七     | 大正13年（1924年）9月12日  | 大正14年（1925年）2月14日  |      |
| 16      | 佐藤信嶽     | 大正14年（1925年）2月15日  | 大正14年（1925年）9月16日  |      |
| 17 - 19 | 千葉捨治     | 大正14年（1925年）9月17日  | 昭和11年（1936年）11月20日 |      |
| 20 - 21 | 加藤卯吉     | 昭和11年（1936年）11月21日 | 昭和16年（1941年）12月22日 |      |
| 22      | 大槻弥四郎   | 昭和16年（1941年）12月23日 | 昭和21年（1946年）11月30日 |      |
| 23      | 千葉勝三     | 昭和21年（1946年）12月1日  | 昭和22年（1947年）4月14日  |      |
| 24 - 25 | 千葉重助     | 昭和22年（1947年）4月15日  | 昭和30年（1955年）3月29日  |      |

## 文化
十三浜は、日記「十三浜小指 八重子の日記」の舞台になっている。この日記は1949年から1952年にわたって、33歳で他界した主婦が綴ったもの。

## 観光
- 釣石神社